# Paul-Werner Scheele
Paul-Werner Scheele (ur. 6 kwietnia 1928 w Olpe, zm. 10 maja 2019 w Würzburgu) – niemiecki duchowny rzymskokatolicki, w latach 1979–2003 biskup diecezjalny Würzburga. 

## Życiorys
Święcenia kapłańskie przyjął 29 marca 1952 w archidiecezji Paderborn. Udzielił ich mu ówczesny arcybiskup metropolita Paderborn, późniejszy kardynał, Lorenz Jäger. 20 stycznia 1975 papież Paweł VI mianował go biskupem pomocniczym Paderborn, ze stolicą tytularną Druas. Sakry udzielił mu 9 marca 1975 ordynariusz archidiecezji, abp Johannes Joachim Degenhardt, późniejszy kardynał. 31 sierpnia 1979 papież Jan Paweł II przeniósł go na urząd biskupa diecezjalnego Würzburga. Jego ingres do tamtejszej katedry odbył się 21 października 1979. W kwietniu 2003 osiągnął biskupi wiek emerytalny (75 lat) i złożył rezygnację, która została przyjęta z dniem 14 lipca 2003. Od tego czasu pozostawał biskupem seniorem diecezji.